# Divisione di Ajmer
La divisione di Ajmer è una divisione dello stato federato indiano del Rajasthan, di 8 175 279 abitanti. Il suo capoluogo è Ajmer.
La divisione di Ajmer comprende i distretti di Ajmer, Bhilwara, Nagaur e Tonk.